# Astronomski centar Rijeka
Astronomski centar Rijeka nalazi se na Gornjoj Vežici na adresi Sveti Križ. Vlasnik objekta je Grad Rijeka.

## Opis i povijest
Zahvaljujući novoizgrađenom planetariju, jedinstvenom u Hrvatskoj, Riječani mogu, ležeći u naslonjačima promatrati nebo iznad glave i pritom otkrivati tajne astronomije i svijeta koji nas okružuje u beskonačnim svemirskim prostranstvima. Ova turistička atrakcija dio je Astronomskog centra smještenog u nekadašnjoj vojnoj utvrdi na brdu sv. Križ, za posjetitelje svih uzrasta.
Zgrada u kojoj se nalazi Astronomski centar Rijeka smještena je na grebenu brda i gradskog parka Sveti Križ, s kojeg se pružaju vidici prema Riječkom zaljevu i brdovitom zaleđu. Izgrađena je 1941. godine kao vojna utvrda s četiri istaknute kule. U sjeverozapadnoj kuli 2001. g. ugrađen je teleskop zaštićen pokretnom astronomskom kupolom i formirana prva riječka zvjezdarnica.
Zgrada je 2009. godine temeljito rekonstruirana temeljem projekta riječkog arhitekta Vladija Bralića i suradnika, arhitekta Borka Zugana i arhitektice Vedrane Ljubić.
U rekonstrukciju i izgradnju Astronomskog centra Rijeka uloženo je 12,5 milijuna kuna, pa se ova investicija izdvaja kao najveća kapitalna investicija tehničke kulture u Hrvatskoj.
Prošireni Astronomski centar Rijeka ima edukativno, znanstveno i turističko značenje za područje grada Rijeke, ali i znatno šire. Novi planetarij s kupolom dijametra 8 metara, kapacitetom dvorane od 52 sjedeća mjesta i sofisticiranom opremom za simuliranje izgleda svemira, jedinstven je u Hrvatskoj i široj regiji.
Koncept novog Astronomskog centra temelji se na funkcionalnom povezivanju sadržaja planetarija s ostalim prostorima centra i zvjezdarnicom. Na taj način posjetiteljima i korisnicima centra moguće je gotovo istovremeno doživjeti - vidjeti simuliranu, ali i stvarnu sliku svemira koji nas okružuje.
Zgradom upravlja riječka tvrtka Rijekasport d.o.o., a koristi je i Akademsko astronomsko društvo Rijeka. Bruto tlocrtna površina građevine iznosi 223 m². Zvjezdarnica je s centrom grada povezana autobusnom linijom. Osnovna namjena je edukacija. Osnovni prostorni sadržaji su kupola s teleskopom te učionice za edukaciju, a pomoćni prostorni sadržaji su uredski prostori i sanitarije. Kapacitet gledališta je 20 sjedećih mjesta u maloj učionici te 80 sjedećih mjesta u velikoj učionici. Programi simulacije svemira se prilagođavaju se različitim dobnim uzrastima i mogu trajati do 50 minuta.
Objekt astronomskog centra je tako uređen da se u njemu mogu održavati razni edukativni programi jer ima polivalentnu predavaonicu, dvoranu planetarija za digitalne projekcije izgleda svemira te izložbene prostore. Zahvaljujući zvjezdarnici s teleskopom, računalna radionica i prostoru za znanstvene skupove u njemu će se moći provoditi i znanstveni programi.
U okviru objekta postoji i ugostiteljski prostor s terasom i vidikovcem s kojeg se vidi Riječki zaljev i brdovito zaleđe. Prostori centra koriste se i kao svojevrsni svečani prostori namijenjeni otvaranju povremenih izložbi, znanstvenih skupova, seminara i sl.

### Tehničke osobine
Površina građevine obuhvaća 500,00 m² unutarnjeg i 325,00 m² vanjskog prostora.
- Teleskop je tipa MEADE LX 200 s otvorom objektiva: 16" (406,4 mm) koji daje maksimalno povećanje do 800 puta.
- Planetarij je dovršen 2009. godine prema projektu arhitekta Vladija Bralića, te je u vrijeme otvorenja bio najsuvremeniji planetarij na području bivše Jugoslavije. Kupola ima promjer 8 m, i sadržava 5 digitalnih projektora (sjever, jug, istok, zapad i zenit) kojima je moguće osim projekcija nebeskih objekata također vršiti i projekcije animacija i filmova. Projekt je financirao grad Rijeka, a u izgradnji su pored francuske tvrtke RSA Cosmos sudjelovali Arhitektonsko-građevinski atelje, Rijekasport, NetCom i drugi.

## Vanjske poveznice
- Akademsko astronomsko društvo Rijeka  Arhivirana inačica izvorne stranice od 15. studenoga 2015. (Wayback Machine)